# Niño en cruz
El niño en cruz es una práctica mágica popular o superstición practicada en Colombia, tanto en la costa del Caribe como pacífica. Consiste en la introducción de una seguranza encantada bajo la piel del brazo, lo cual de acuerdo a la creencia popular confiere a la persona una fuerza descomunal, protección contra las balas y la posibilidad de volverse invisible a sus enemigos.

## Descripción
De acuerdo a Víctor Negrette los niño en cruz son pequeñas placas de color plomo que son introducidas dentro del brazo, el material se obtienen de los nidos de los cuervos cienagueros, cambiando los huevos de un nido por otros cocinados. Cuando la madre cuervo regresa a su nido nota que sus huevos están sin vida y les tira las plaquitas, con las que hacen los niños en cruz. Un método alternativo es realizarlo con una higa sacada del espinazo de un olivo un Viernes Santo.
En el folclore popular se cree que el niño en cruz puede brindar muchos beneficios como la habilidad para trabajar más fuerte, para enamorar a alguien, para obtener dinero, pelear mejor o proteger contra las balas.